# Joaquín Arderíus
Joaquín Arderíus y Sánchez-Fortún (Lorca, provincia de Murcia, 5 de mayo de 1885 – Ciudad de México,  México, 20 de enero de 1969) fue un escritor español.

## Biografía
Nació en una familia acomodada y estudió en un colegio religioso de Madrid. Marchó a Lieja (Bélgica) para estudiar ingeniería, pero lo abandonó para dedicarse íntegramente a la política y a la literatura. Participante activo en todos los movimientos revolucionarios durante la dictadura del general Miguel Primo de Rivera, fue encarcelado varias veces en aquella etapa entre 1923 y 1929. En la cárcel trabó amistad con Marcelino Domingo y conoció a Ramón María del Valle-Inclán. Activista político de izquierdas, creó en 1927 la editorial Oriente junto a José Díaz Fernández, José Antonio Balbontín, Díaz Caneja, Justino de Azcárate y Giménez Siles, entre otros, y dirigió con Antonio Espina y José Díaz Fernández la revista Nueva España (1930-31). Cofundó, asimismo, el 11 de febrero de 1933, la Asociación de Amigos de la Unión Soviética en unos tiempos en que la derecha sostenía un tono condenatorio en relación con los relatos sobre las conquistas y los problemas del socialismo en la URSS. En 1930 tomó parte en el levantamiento republicano de Fermín Galán y García Hernández y con el Partido radical-socialista contribuyó al advenimiento de la República. Después se radicalizó aún más y en 1929 se afilió al Partido Comunista, en el que militó hasta 1932 o 1933, cuando se afilió a la Izquierda Republicana. Durante la guerra civil española, fue el presidente de la organización de ayuda Socorro Rojo Internacional. En 1939 marchó al exilio, primero a Francia hasta que Hitler entró en París, y luego en México, donde fue agregado de prensa en la embajada del Gobierno republicano y luego en un modesto empleo en el Ministerio de Educación Nacional. En esta etapa dejó de escribir narrativa y solo escribió una vida de Don Juan de Austria para una editorial de divulgación y algunas colaboraciones en la prensa. Murió en México en 1969.

## Obra
Sus primeras obras son proteicas, exaltadas, con rasgos surrealistas, al servicio de un nihilismo anarquizante y una sátira feroz de la burguesía (Mis mendigos, 1915, Así me fecundó Zaratustra, 1923, La duquesa de Nit, 1926, La espuela, 1927, Los príncipes iguales, 1928; El comedor de la Pensión Venecia, 1930). Adopta luego técnicas realistas de clara intencionalidad social y política en novelas mejor construidas, como Campesinos (1931) y Crimen (1934). Con José Díaz Fernández escribió Vida de Fermín Galán (1931).

## Ediciones
- Mis mendigos (1915)
- Así me fecundó Zaratustra (1923)
- Yo y tres mujeres (1924)
- El ojo de brasa (1925)
- La duquesa de Nit (1926)
- La espuela (1927)
- El baño de la muerta (1928)
- Los príncipes iguales (1928)
- Los amadores de Manqueses (1929)
- Justo el Evangélico (1929)
- El comedor de la pensión Venecia (1930)
- Lumpenproletariado (1931)
- Campesinos (1931)
- Vida de Fermín Galán (1931), en colaboración con Díaz Fernández
- Crimen (1934)